# قوجد أباد
قوجد أباد (بالفارسية: قوژدآباد) هي قرية تقع في إيران في قسم جلغة الريفي. يقدر عدد سكانها بـ 779 نسمة بحسب إحصاء 2016.